# Agustín de Betancourt

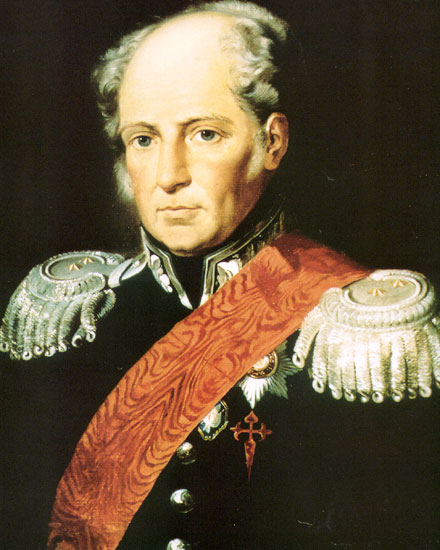
Agustín de Betancourt

Agustín José Pedro del Carmen Domingo de Candelaria de Betancourt y Molina (russ. Августи́н Хосе́ Пе́дро дель Ка́рмен Доми́нго де Канделя́рия де Бетанку́р и Моли́на (Августи́н де Бетанку́р и Моли́на); als Russe: Augustín Augustínowitsch Betankúr (Августи́н Августи́нович Бетанку́р); * 1. Februar 1758 Puerto de la Orotava (heute: Puerto de la Cruz), Teneriffa; † 14. Julijul. / 26. Juli 1824greg. Sankt Petersburg) war ein spanischer Ingenieur und russischer General.

## Leben
Technisch interessiert, begann Betancourt seine vielseitige Karriere als Offizier in der spanischen Armee. Bereits mit 20 Jahren bekleidete er den Rang eines Oberleutnants. In seiner Zeit in Madrid in den Jahren 1778 bis 1784 hörte er Vorlesungen an der Colegio Imperial de Madrid und der Kunstakademie San Fernando. Mittels eines von König Karl III. gewährten Stipendiums studierte Betancourt – inzwischen Ehrenmitglied der Königlichen Akademie – ab 1784 an der École des Ponts et Chaussees in Paris zunächst Physik und Geologie, ab 1786 spezialisierte er sich auf Hydraulik und Mechanik. Weiterhin vertiefte er seine technischen Kenntnisse während seines Aufenthaltes in England zwischen 1793 und 1796 und entwickelte zunehmend praktische Erfindungsgabe. Er hatte auch maßgeblichen Anteil an der Gründung der Madrider Escuela Oficial del Cuerpo de Ingenieros de Caminos (heute: E.T.S.I. Caminos, Canales y Puertos der Polytechnischen Universität Madrid), deren Direktor er zwischen 1802 und 1807 war. Nach dieser Tätigkeit verließ er Spanien und reiste Ende 1807 auf Einladung Zar Alexanders I. über Paris nach St. Petersburg, wo er sich in dessen Dienste begab.
Er wurde zum Marschall der russischen Armee ernannt und war Rat der Abteilung für Kommunikationswege. Später erhielt er den Titel eines Inspektors des Instituts des Ingenieurkorps und stieg 1819 zum Direktor der Abteilung für Kommunikationswege auf.
Neben Betancourt lehrten am Institut für Verkehrswegebau in St. Petersburg (Institut du Corps des Ingénieurs des Voies de Communication) französische Wissenschaftler wie Gabriel Lamé und Émile Clapeyron.
Im Laufe von sechzehn Jahren prägte er das russische Ingenieurwesen durch zahlreiche öffentliche Bauten und Projekte, vor allem in Sankt Petersburg wie die Brücke über die Kleine Newa, die Modernisierung der Waffenschmiede in Tula und der Kanonenfabrik in Kasan, die Fischerei in Kronstadt, die Gerüstung für die Isaakskathedrale und für die Alexandersäule, der nach ihm benannte Betancourtkanal in St. Petersburg, die Messehalle in Nischni Nowgorod und die dortige Kathedrale, die russische Banknotendruckerei, die Große Manege in Moskau. Ferner beschäftigte er sich mit der Dampfschifffahrt auf der Wolga, Wasserversorgungssystemen, Eisenbahnen usw.
Zum Ende seines Lebens hin verschlechterte sich das Verhältnis zum Zaren, infolgedessen Betancourt seine Stellung als Institutsdirektor 1822 verließ und bis zu seinem Tod ein zurückgezogenes Leben führte.
Seit 1820 war er auswärtiges Mitglied der Bayerischen Akademie der Wissenschaften.

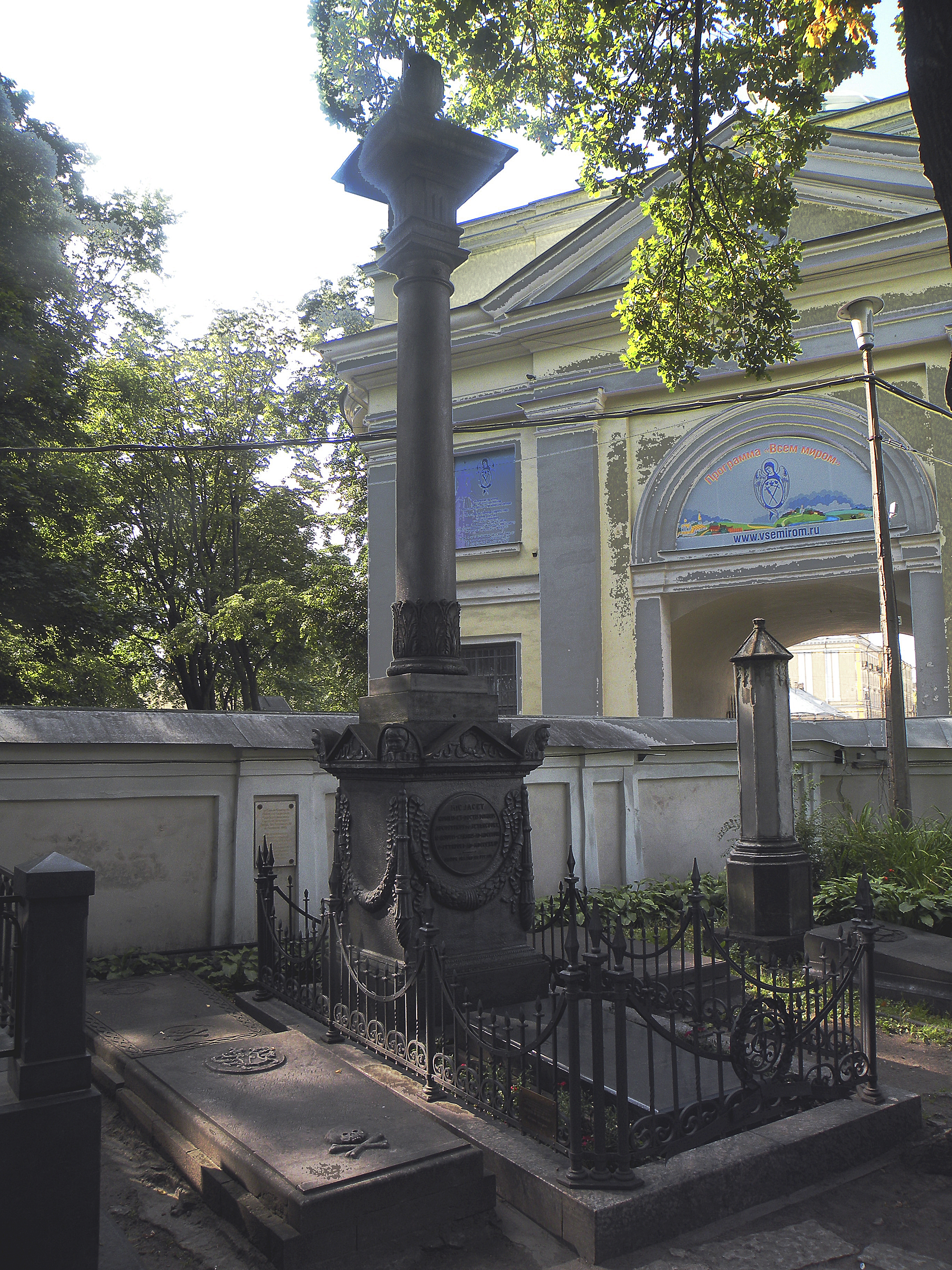
Grabmal von Agustín de Betancourt

## Leistungen

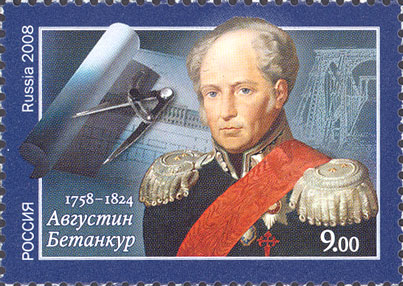
Russische Briefmarke zu Ehren des 250. Geburtstages von Betancourt (2008)

1798 wurde die von ihm nach französischem Vorbild konzipierte erste optische Telegraphenlinie Spaniens errichtet, die Cádiz mit Madrid verband. Später wirkte Betancourt als russischer General (der Abteilung für Nachrichtenwege) aktiv beim Wiederaufbau des 1812 abgebrannten Moskaus mit und arbeitete an verschiedenen technischen und infrastrukturellen Projekten in Russland. Unter anderem war er am Bau der Kuppel der 1818 begonnenen Isaakskathedrale in St. Petersburg beteiligt. Er gilt als der erste Verfasser von Fachliteratur über Maschinen, deren Bau, Funktion und der Klassifikation von Mechanismen nach den Kriterien der Bewegungsumsetzung.
Er sprach eine Vielzahl von Sprachen wie Spanisch, Deutsch, Französisch, Russisch, Englisch, Latein.

## Werke (Auszüge)
Er ist der Verfasser einer Vielzahl von Werken, Projektskizzen und Essays, u. a.:
- Essai sur la composition des machines (Abhandlung über die Zusammensetzung von Maschinen)
- Plans du pont de bateaux de Saint-Issac sur grande Néva - Sur un nouveau système de navigation intérieure

Er stand im Briefwechsel mit Carl Friedrich Gauß.